# 中国人民解放军第四十八军
中国人民解放军第四十八军的前身是东北野战军第十一纵队。该纵队是由冀察热辽军区部分地方武装发展起来的。

## 历史
1945年10月八路军冀察军区组建两个野战纵队：冀察（郭天民）纵队、冀察（刘道生）纵队。其中八路军平北第十二军分区之第10、40团和龙崇赤支队为基础，扩编为第22、23、24团，组成第八旅，旅长詹大南，政委刘国梁，隶属于冀察（刘道生）纵队，转战冀热辽。1946年4月，第八旅第22、第24团整编为冀察军区独立第5旅。1946年10月张家口失守后，冀察军区被平绥铁路分割为南北两块。1946年11月4日铁路北侧的冀察军区第5、第7军分区、独立第5旅组建为冀热察军区建制，并拨入热河省军区所属的热西军分区。
1946年9月，在冀东、辽西地区的部分地方部队合编为冀热辽军区独立第17旅。
1947年4月，冀热辽军区划归东北民主联军建制，改称冀察热辽军区。1947年5月，为配合东北夏季攻势，第5、第17旅参加热河夏季作战。1947年7月至10月中旬，第十七、第五旅分别改称冀察热辽军区独立第1、第2师；以热东、辽西地区部分地方部队合编成立冀察热辽军区独立第3师。1947年10月下旬至1948年2月，参加东北秋季攻势、东北冬季攻势。
1948年3月，冀察热辽独立第1、第2、第3师在朝阳地区，组建东北人民解放军第十一纵队，共3.1万余人：
- 司令员贺晋年
- 政治委员陈仁麒
- 副司令员周仁杰
- 政治部主任杨春圃
- 第31师：师长欧致富，政治委员谢镗忠
- 第32师：师长詹大南，政治委员李光辉
- 第33师：师长周仁杰兼，政治委员陈文彪

经过2个月整训，1948年5月8日从宁城出发，参加了华北野战军发起的冀热察战役，先后进行了承德北郊的象鼻子山战斗、第二次隆化进攻战斗。然后在平泉以南休整。1948年6月上旬，中央军委部署华北野杨、罗、耿兵团为牵制华北敌军，配合东野主力“封闭蒋军在东北，加以各个歼灭”而挺进冀东。华北三纵吸引平古线敌主力，以四纵及四旅攻击丰润、榛子镇、野鸡坨等据点。正当四纵行动之际，原来集结于平古线的国军8个师向丰润地区驰援；与此同时，由山东烟台海运北宁线的第八军第42旅、第103旅在秦皇岛登陆，拟向昌(黎)、滦(县)段以西增援。6月10日东总电令正在平泉以南休整的“十一纵队及骑兵师去冀东配合杨罗耿作战，但须准备在八月半后返回锦州附近，牵制锦州之敌，以便北线全力攻长春。”十一纵在冀察热辽军区前指的指挥下，于6月14日由平泉以南的小寺沟、党坝一带南下，经4天急行军，于17日经喜峰口进关。华北野四纵于6月15日歼灭丰润等据点之敌后，转移至迁安、卢龙山区的长城边休整；平古线东援之敌占领了蓟县、玉田、沙流河和丰润等地，并继续向遵化进犯，寻找主力决战。十一纵从洒河桥后退东移到卢龙县北部长城边的燕河营、台头营附近。华北野三纵乘敌东援之机，再次出击平古线，连克石匣、小营等重镇，围攻古北口；东援国军急忙调转向西回援，北宁线上只剩下原来的少数护路守点的部队。十一纵队在华北野十一旅、冀察热辽军区炮兵旅的配合下，向昌黎、北戴河段发起攻击，集中主力攻打昌黎；华北野四纵主力夺取滦县以东至昌黎(不含)段沿线据点后破路，并准备抗击东援之敌；冀东地方武装在昌黎以东以南地区配合行动；冀东十二分区武装一部包围留守营，冀东十三分区武装配置在昌黎以南。第十一纵队发起昌黎攻坚战。守军为交警部队第3支队司令部（北宁铁路警务处/榆津护路司令汤毅生）及其所属的第8总队、第5总队一部和保安第21团。加上伙会，共有6500余人。此战部署为：
- 31师夺取昌黎东北山及北山，然后攻取昌黎城东关、北关；再以31师附冀察热辽军区炮兵旅由城东攻击，突破后以一部兵力沿城墙两翼发展．主力向城中心敌司令部突击；
- 32师95团夺取昌黎以东至张家庄车站之间的沿线各据点，并派96团协同31师攻取东关；再以94团在城东南的东、西钱庄一线担任堵击任务，攻击昌黎车站
- 33师97团攻取北戴河；98、99团攻取北戴河外围谢各庄、蔡各庄、起云寺、烟筒山等据点。筘制秦皇岛之国军第八军的2个旅增援
- 华北野第11旅攻取昌黎城西关
- 华北野10旅攻取景佃子、石门；
- 华北野4旅攻取安山、后封台；
- 华北野12旅在朱各庄、樊各庄一线构筑工事，阻滦河西敌东援

6月25日6时30分昌黎攻坚战打响，炮火准备15分钟后（原计划40分钟炮火准备），第十一纵队指挥所就电话命令第31师立即发起进攻。此时昌黎城墙虽然已经被炸出了豁口，但是豁口处城砖虽被轰塌，里面的土层却未炸开，塌陷成一溜陡坡。第31师师长欧致富请求再炮击10分钟然后再发起进攻遭到拒绝。结果92团二营五连登城突击被守军全部歼灭，二梯队的突击六连被压制在豁口斜坡下无法接连发起几次突击均告失利。纵队指挥所打来电话：“我们指挥所位置太高，从我们这里看似乎可以进攻了，现在看我们错了，还按你们原来计划的打吧。”危急时刻，31师指挥员一面命92团暂停反复冲击，组织火力压制敌人，一面通知炮兵旅以部分火炮延伸射击，阻敌反冲锋。经过四次连续爆破，终于将东北角城墙掀开了一个大豁口。92团突击二营乘着爆破的浓烟飞尘，冲上城头，突进城内，向纵深突破。92团三营七连将东门炸开，后续部队进入城内；91团也炸开北门突进城内。31师仅用一个半小时就攻入昌黎城交警八纵队部，昌黎守军向城南突围，被32师与冀东地方武装堵击，战至13时结束，俘中将司令汤毅生、少将参谋长薛涤愁、交警第5总队少将总队长周铭勋、交警第8总队少将总队长兼城防司令李资深等多名高级军官，歼2370人。9月25日晨六时，秦皇岛西援的第八军2个旅，在6架飞机和2艘军舰火力掩护下，向33师北戴河以东阵地发起猛攻。33师面对海陆空炮火轰击，战至下午13时，连续打退3次进攻，保障了纵队主力向昌黎的攻击。国军对昌黎城猛烈轰炸，使十一纵受到一定损失。6月27日，国军集中4个师又3个旅的兵力向昌黎东西对进，十一纵向北转移至燕河营、麻各营、台头营地区休整。
1948年9月上旬，华北野主力为配合即将展开的锦州战役，继攻克香河、武清后，又攻打“铁打的三河”，将华北国军主力紧紧拖住，北宁线昌（黎)滦（县）段已无主力部队。9月11日，十一纵遵照东总命令，在冀东各分区地方武装配合下，分三路再度向北宁线昌滦段出击。1948年9月12日参加辽沈战役，首先在冀察热辽骑兵师配合下，奔袭北宁路昌黎至滦县段，从西向东横扫昌黎及其以西地区，切断华北剿总增援辽西的铁路交通。 
- 31师93团于13日拂晓一举攻克石门，全歼敌守护团一部；
- 32师主力于13日13时攻克安山车站，歼敌守护一团三营全部；96团攻克张家庄车站；
- 33师99团于13日十一时占领后封台车站；九十七团夺取了昌黎西北山，歼敌一部。

9月14日，33师及32师96团分两路对昌黎实施包围，准备围歼守敌。守军河北省保安21团及伙会共约1500余人于14日黄昏东逃大部被歼。十一纵于9月14日当晚23时进城。9月15日，昌黎城移交冀东十五分区警备团。十一纵东进，以32师94团攻击留守营，31师攻击北戴河歼暂50师第3团一营、运输营、保安队各一部共计600余人，33师98团攻击起云寺，32师96团攻击烟筒山等秦皇岛西面的制高点。此时，国军第六十二军率151师及67师(欠1个团)从滦县东进企图夺回昌黎，17日进至后封台地区。东总指示“全力阻击该敌”。十一纵令32师连夜向昌黎驰援冀东十五分区警备团固守昌黎城。32师未能领会作战意图，在敌人局部优势攻击下，恐怕遭受损失，于9月19日拂晓撤出昌黎至八里庄一线，致使敌乘隙占领昌黎城。9月19日至23日，十一纵不断西压，与六十二军数次战斗，歼敌五百余人，六十二军退回滦河以西。
在十一纵出击北宁线滦县至山海关段的同时，四纵和冀察热辽军区三个独立师，在北宁线关外西段大举出击。我军将滦县至锦州的各点守敌一概分割，彻底切断了锦州与华北的联系．锦州成了一座孤城。
9月23日晚，十一纵接东总命令，准备出关东进，直接配合主力作战。十一纵队于建昌营、燕河营一线集结待命。9月30日出发，沿途扫清了山海关的石门寨、上庄坨、前卫等据点。经绥中，绕过兴城，于10月5日到达锦西以北地区。。
1948年11月1日，第十一纵队改称中国人民解放军第四十八军，全军5.5万余人：
- 军长贺晋年
- 政治委员陈仁麒
- 副军长周仁杰，刘转连
- 副政治委员兼政治部主任杨春圃
- 参谋长何廷一/高体乾
- 政治部主任 李勃
- 后勤部部长严旭
- 第142师：师长欧致富，政治委员谢镗忠，参谋长张荣森，政治部主任李直
- 第143师：师长李光辉/张兴发，政治委员刘禄长，副师长吴荣正，参谋长王中军 政治部主任吕琳
- 第144师：师长周仁杰兼/张书祥，政治委员钟文法，副师长周明国，副政委兼政治部主任吴彪，参谋长王建国。冀察热辽军区独立第八师编入第144师
- 第161师：师长韩梅村，政治委员钟辉

1948年12月，第48军先遣入关参加平津战役，首战强攻密云，炮火准备还在进行，纵队指挥所就命令第31师出击：“友军已经冲进密云城内，但是后续部队进不去，进城的部队被敌人包了饺子，你们赶快冲吧。”31师部队在敌我双方密集的炮火中向密云城发起了进攻，前锋连被炮弹炸起的碎石掩埋，战士们从废墟中爬出来继续冲锋。第十一纵队又攻占北平西郊的石景山发电厂、门头沟矿区。
1949年4月，第48军编入第四野战军第十五兵团南下作战。1949年6月第161师调归江西军区建制。1949年7月上、中旬参加湘赣战役。1949年7月下旬至8月，第48军单独发动赣南战役，以200余人的代价，歼灭国民党军1.7万人，解放县城22座。1949年9月9日，军部兼赣西南军区。第142师兼吉安军分区，第143师兼赣州军分区，第144师兼宁都军分区。
1950年12月，第143师改为炮兵，原第三十八军第151师改为第143师调归第四十八军建制。1952年3月，第142师改编为公安第11师，第143师调归中南军区荆江分洪水利工程部队司令部，第144师调归第二十一兵团。1950年3月15日，第四十八军军部改为第二十一兵团部，该军番号撤销。